# Markthalle (Estissac)

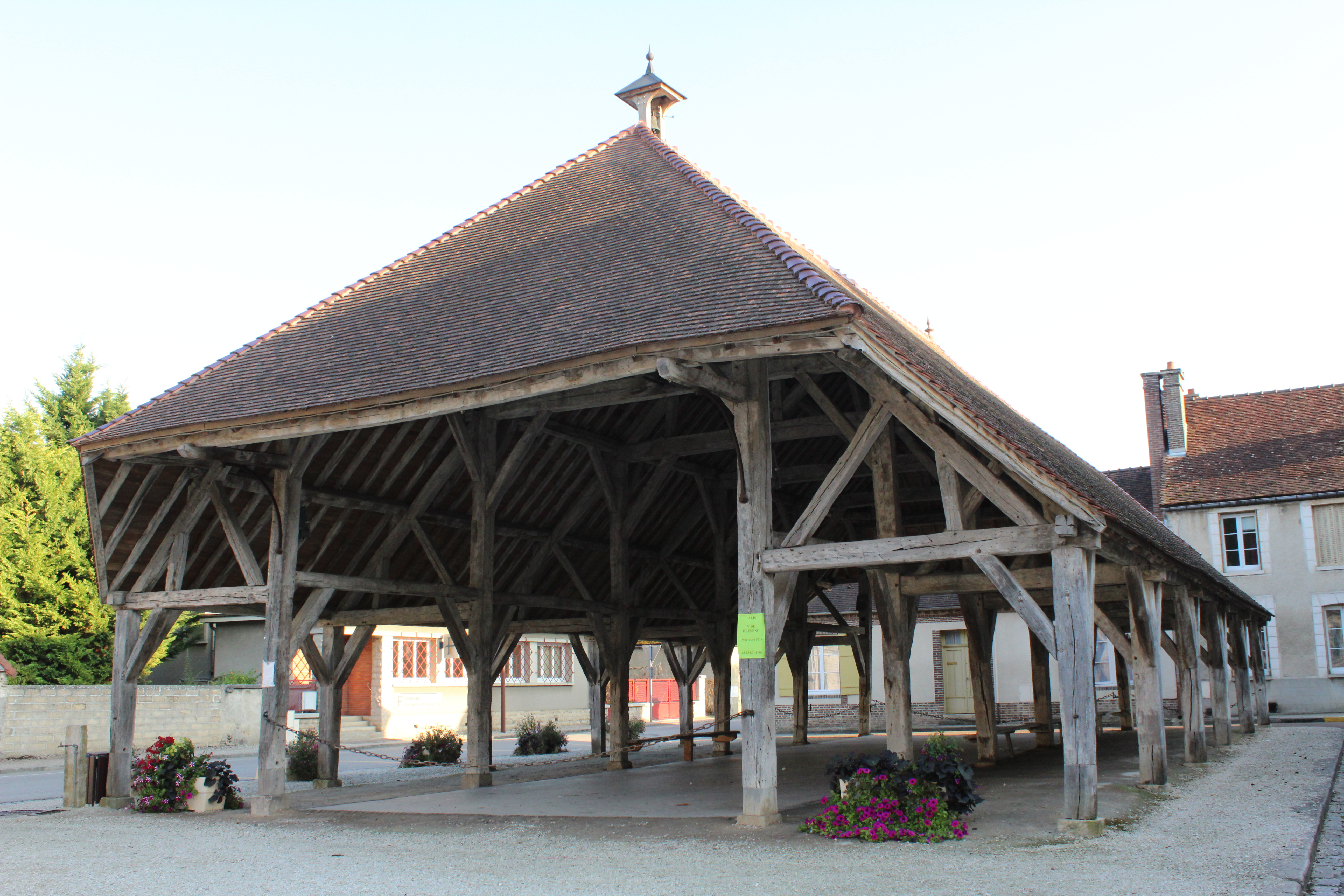
Markthalle in Estissac

Die Markthalle in Estissac, einer französischen Gemeinde im Département Aube in der Region Grand Est, wurde Ende des 17. Jahrhunderts errichtet. Die Markthalle an der Rue Simon Desjardins steht seit 1990 als Monument historique auf der Liste der Baudenkmäler in Frankreich.
Das Gebäude besteht aus einer offenen Holzkonstruktion mit einem Walmdach, das von einem kleinen Dachreiter mit Glocke bekrönt wird.